# Начальник Генерального штабу (Республіка Китай)
Начальник Генерального штабу (кит.: 參謀總長) є начальником оборони Збройних сил Китайської Республіки у Республіці Китай. Це 3-та найважливіша посада військового керівництва після 2-х цивільних посад: президента та міністра оборони.

## Список начальників
| #    | Зображення | Ім'я         | Військовий ранг         | Термін                            |
| ---- | ---------- | ------------ | ----------------------- | --------------------------------- |
| 1    |            | Чень Чен     | Генерал армії           | 23 травня 1946 - 12 травня 1948   |
| 2    |            | Гу Чжутун    | Генерал армії           | 13 травня 1948 - 24 березня 1950  |
| 3    |            | Чжоу Чжіроу  | Генерал ВПС             | 25 березня 1950 - 30 червня 1954  |
| 4    |            | Гуй Юнцін    | Адмірал ВМС             | 1 липня 1954 - 17 серпня 1954     |
| 5    |            | Пен Менцзі   | Генерал армії           | 18 серпня 1954 - 30 червня 1957   |
| 6    |            | Ван Шумін    | Генерал ВПС             | 1 липня 1957 - 30 червня 1959     |
| 7    |            | Пен Менцзі   | Старший генерал (Армія) | 1 липня 1959 - 30 червня 1965     |
| 8    |            | Лі Юйсі      | Старший адмірал (ВМС)   | 1 липня 1965 - 30 червня 1967     |
| 9    |            | Гао Гуйюань  | Старший генерал (Армія) | 1 липня 1967 - 30 червня 1970     |
| 10   |            | Лай Мінтан   | Старший генерал (ВПС)   | 1 липня 1970 - 30 червня 1976     |
| 11   |            | Сунь Чжанчжі | Старший адмірал (ВМС)   | 1 липня 1976 - 30 листопада 1981  |
| 12   |            | Хао Бейцун   | Старший генерал (Армія) | 1 грудня 1981 - 4 грудня 1989     |
| 13   |            | Чень Шеньлін | Старший генерал (ВПС)   | 5 грудня 1989 - 4 грудня 1991     |
| 14   |            | Лю Хецян     | Старший адмірал (ВМС)   | 5 грудня 1991 - 30 червня 1995    |
| 15   |            | Ло Бенлі     | Старший генерал (Армія) | 1 липня 1995 - 4 березня 1998     |
| 16   |            | Тан Фей      | Старший генерал (ВПС)   | 5 березня 1998 - 31 січня 1999    |
| 17   |            | Тан Яомін    | Старший генерал (Армія) | 1 лютого 1999 - 31 січня 2002     |
| 18   |            | Лі Цзе       | Старший адмірал (ВМС)   | 1 лютого 2002 - 19 травня 2004    |
| 19   |            | Лі Тяньюй    | Старший генерал (ВПС)   | 19 травня 2004 - 1 лютого 2007    |
| 20   |            | Хо Шуе       | Старший генерал (Армія) | 2 лютого 2007 - 4 лютого 2009     |
| 21   |            | Лінь ЧженьЇ  | Старший адмірал (ВМС)   | 5 лютого 2009 - 31 грудня 2012    |
| 22   |            | Ян Мін       | Старший генерал (ВПС)   | 1 січня 2013 - 7 серпня 2013      |
| 23   |            | Гао Гуанці   | Старший адмірал (ВМС)   | 8 серпня 2013 - 30 січня 2015     |
| 24   |            | Ян Дефа      | Старший генерал (Армія) | 31 січня 2015 - 30 листопада 2016 |
| 25   |            | Цю Гуочжен   | Старший генерал (Армія) | 1 грудня 2016 - 28 квітня 2017    |
| 26   |            | Лі Сімін     | Старший адмірал (ВМС)   | 28 квітня 2017 - 30 червня 2019   |
| 27   |            | Шень Імінь   | Генерал ВПС             | 1 липня 2019 - 2 січня 2020       |
| в.о. |            | Лю Жибін     | Старший адмірал (ВМС)   | 2 січня 2020 - 15 січня 2020      |
| 28   |            | Хуан Шугуан  | Старший адмірал (ВМС)   | 16 січня 2020 - 30 червня 2021    |
| 29   |            | Чень Баою    | Генерал (Армія)         | 1 липня 2021 - 30 квітня 2023     |
| 30   |            | Мей Цзяшу    | Адмірал (ВМС)           | 1 травня 2023 -                   |